# Namuliapalis
Namuliapalis (Apalis lynesi) är en starkt hotad tätting i familjen cistikolor. Den förekommer endast i ett begränsat område i Moçambique och är där både fåtalig och minskar i antal.

## Utseende och läten
Namuliapalisen är en medelstor (14–16 cm) sångare. Den har gråaktigt huvud, svart huvud och bröst, mörkgrön rygg och gulaktig undersida. Ögat är silvervitt. Lätet är ett upprepat "pillip pillip".

## Utbredning och systematik
Fågeln förekommer enbart i Moçambique. Vissa betraktar den som underart till ringapalis (A. thoracica). Den behandlas som monotypisk, det vill säga att den inte delas in i några underarter.

### Familjetillhörighet
Cistikolorna behandlades tidigare som en del av den stora familjen sångare (Sylviidae). Genetiska studier har dock visat att sångarna inte är varandras närmaste släktingar. Istället är de en del av en klad som även omfattar timalior, lärkor, bulbyler, stjärtmesar och svalor. Idag delas därför Sylviidae upp i ett antal familjer, däribland Cisticolidae.

## Status
Namuliapalisen har ett litet utbredningsområde och en mycket liten världspopulation bestående av endast 400–1300 vuxna individer. Dess levnadsmiljö hotas av olaglig skogsavverkning och den är numera begränsad till några få lokaler. Internationella nautrvårdsunionen IUCN kategoriserar därför arten som starkt hotad.